# Ватерполо репрезентација Румуније
Ватерполо репрезентација Румуније представља Румунију на међународним ватерполо такмичењима.

## Резултати на међународним такмичењима

### Олимпијске игре
- 1900 - 1948: Није се квалификовала
- 1952: 17. место
- 1956: 8. место
- 1960: 5. место
- 1964: 5. место
- 1968: Није се квалификовала
- 1972: 8. место
- 1976: 4. место
- 1980: 9. место
- 1984 - 1992: Није се квалификовала
- 1996: 11. место
- 2000 - 2008: Није се квалификовала
- 2012: 10. место

### Светско првенство
- 1973: 7. место
- 1975: 5. место
- 1978: 6. место
- 1982 - 1986: Није се квалификовала
- 1991: 9. место
- 1994: 13. место
- 1998 - 2001: Није се квалификовала
- 2003: 12. место
- 2005: 6. место
- 2007: 11. место
- 2009: 7. место
- 2011: Квалификовала се

### Европско првенство
| Европско првенство     | Учествовање       | Пласман          | ИГ               | П                | Н                | И                | ГД               | ГП               | ГР               |
| ---------------------- | ----------------- | ---------------- | ---------------- | ---------------- | ---------------- | ---------------- | ---------------- | ---------------- | ---------------- |
| 1926 - 1950            | Није учествовала  | Није учествовала | Није учествовала | Није учествовала | Није учествовала | Није учествовала | Није учествовала | Није учествовала | Није учествовала |
| Торино 1954            | Групна фаза       | 10. место        | 2                | 0                | 0                | 2                | 10               | 13               | -3               |
| Будимпешта 1958        | Није учествовала  | Није учествовала | Није учествовала | Није учествовала | Није учествовала | Није учествовала | Није учествовала | Није учествовала | Није учествовала |
| Лајпциг 1962           | Друга групна фаза | 5. место         | 6                | 3                | 2                | 1                | 21               | 17               | +4               |
| Утрехт 1966            | Друга групна фаза | 6. место         | 7                | 4                | 0                | 3                | 30               | 10               | +20              |
| Барселона 1970         | Финална група     | 6. место         | 8                | 3                | 0                | 5                | 46               | 37               | +9               |
| Беч 1974               | Финална група     | 6. место         | 7                | 1                | 2                | 4                | 28               | 34               | -6               |
| Јенчепинг 1977         | Финална група     | 7. место         | 7                | 1                | 1                | 5                | 41               | 49               | -8               |
| Сплит 1981             | Финална група     | 7. место         | 7                | 2                | 0                | 5                | 49               | 60               | -11              |
| Рим 1983               | Финална група     | 7. место         | 7                | 0                | 1                | 6                | 47               | 65               | -18              |
| Софија 1985            | Није учествовала  | Није учествовала | Није учествовала | Није учествовала | Није учествовала | Није учествовала | Није учествовала | Није учествовала | Није учествовала |
| Стразбур 1987          | Финална група     | 7. место         | 7                | 1                | 0                | 6                | 50               | 70               | -20              |
| Бон 1989               | Групна фаза       | 5. место         | 7                | 4                | 1                | 2                | 71               | 64               | +7               |
| Атина 1991             | Друга групна фаза | 8. место         | 7                | 3                | 1                | 3                | 92               | 76               | +16              |
| Шефилд 1993.           | Полуфинале        | 4. место         | 7                | 3                | 1                | 3                | 67               | 70               | -3               |
| Беч 1995.              | Групна фаза       | 11. место        | 5                | 1                | 1                | 3                | 43               | 45               | -2               |
| Севиља 1997.           | Није учествовала  | Није учествовала | Није учествовала | Није учествовала | Није учествовала | Није учествовала | Није учествовала | Није учествовала | Није учествовала |
| Фиренца 1999.          | Групна фаза       | 9. место         | 6                | 2                | 1                | 3                | 38               | 40               | -2               |
| Будимпешта 2001.       | Групна фаза       | 11. место        | 6                | 1                | 1                | 4                | 34               | 45               | -11              |
| Крањ 2003.             | Групна фаза       | 10.              | 6                | 1                | 0                | 5                | 31               | 56               | -25              |
| Београд 2006.          | Полуфинале        | 4. место         | 8                | 3                | 1                | 4                | 61               | 80               | -19              |
| Малага 2008.           | Групна фаза       | 9. место         | 8                | 3                | 1                | 4                | 62               | 67               | -5               |
| Загреб 2010.           | Друга групна фаза | 7. место         | 7                | 4                | 1                | 2                | 69               | 63               | +6               |
| Ајндховен 2012.        | Групна фаза       | 8. место         | 8                | 2                | 0                | 6                | 75               | 91               | -16              |
| Будимпешта 2014.       | Групна фаза       | 8. место         | 7                | 3                | 0                | 4                | 65               | 62               | +3               |
| Београд 2016.          | Осмина финала     | 10. место        | 7                | 4                | 0                | 3                | 72               | 71               | +1               |
| Барселона 2018.        | Осмина финала     | 11. место        | 5                | 2                | 0                | 3                | 43               | 61               | -18              |
| Будимпешта 2020.       | Осмина финала     | 11. место        | 6                | 2                | 0                | 4                | 63               | 66               | -3               |
| Сплит 2022.            | Осмина финала     | 10. место        | 6                | 2                | 1                | 3                | 52               | 72               | -20              |
| Дубровник/Загреб 2024. | Четвртфинале      | 8. место         | 7                | 4                | 0                | 3                | 76               | 91               | -15              |
| Укупно                 | 25/36             |                  | 171              | 59               | 16               | 96               | 1336             | 1475             | -139             |

### Светски куп
| - 1979: 7. место - 1981 - 1989: Није се квалификовала - 1991: 6. место | - 1993 - 2002: Није се квалификовала - 2006: 6. место - 2010: 5. место |

### Светска лига
| - 2002 - 2004: Није учествовала - 2005: Квалификациони турнир - 2006: 2. квалификациони турнир - 2007: 6. место | - 2008: Квалификациони турнир - 2009: Квалификациони турнир - 2010: Квалификациони турнир - 2011: Квалификациони турнир | - 2012: Квалификациони турнир |